# Dragutin Šurbek
Dragutin Šurbek (Zagabria, 8 agosto 1946 – Zagabria, 15 luglio 2018) è stato un tennistavolista croato, due volte campione del mondo e cinque volte campione europeo in rappresentanza della Jugoslavia.